# Kvarnsjön (Helgesta socken, Södermanland, 654866-155340)
Kvarnsjön är en sjö i Flens kommun i Södermanland och ingår i Nyköpingsåns huvudavrinningsområde. Sjön är 2,4 meter djup, har en yta på 0,137 kvadratkilometer och är belägen 21,6 meter över havet. Sjön avvattnas av vattendraget Skebokvarnsån.

## Delavrinningsområde
Kvarnsjön ingår i det delavrinningsområde (654975-155300) som SMHI kallar för Mynnar i Båven. Medelhöjden är 35 meter över havet och ytan är 2,47 kvadratkilometer. Räknas de 4 avrinningsområdena uppströms in blir den ackumulerade arean 54,96 kvadratkilometer. Skebokvarnsån som avvattnar avrinningsområdet har biflödesordning 3, vilket innebär att vattnet flödar genom totalt 3 vattendrag innan det når havet efter 68 kilometer. Avrinningsområdet består mestadels av skog (42 procent), öppen mark (19 procent) och jordbruk (18 procent). Avrinningsområdet har 0,14 kvadratkilometer vattenytor vilket ger det en sjöprocent på 5,6 procent. Bebyggelsen i området täcker en yta av 0,22 kvadratkilometer eller 9 procent av avrinningsområdet.